# Natação no Campeonato Mundial de Esportes Aquáticos de 2023
Os eventos da Natação no Campeonato Mundial de Esportes Aquáticos de 2023 foram disputados entre 23 a 30 de julho de 2023, em Fukuoka, no Japão. Ao todo, 1096 nadadores de 188 Comitês Olímpicos Nacionais estavam previstos para participarem dos eventos.

## Eventos
Ao todo, 42 eventos com atribuição de medalhas serão disputados.
Todos os horários estão na hora local (Japan Standard Time; UTC+9).
| H | Eliminatórias | ½ | Semifinais | F | Final |

| Data →               | Dom 23 | Dom 23 | Seg 24 | Seg 24 | Ter 25 | Ter 25 | Qua 26 | Qua 26 | Qui 27 | Qui 27 | Sex 28 | Sex 28 | Sáb 29 | Sáb 29 | Dom 30 | Dom 30 |
| Evento ↓             | M      | N      | M      | N      | M      | N      | M      | N      | M      | N      | M      | N      | M      | N      | M      | N      |
| -------------------- | ------ | ------ | ------ | ------ | ------ | ------ | ------ | ------ | ------ | ------ | ------ | ------ | ------ | ------ | ------ | ------ |
| 50 m nado livre      |        |        |        |        |        |        |        |        |        |        | H      | ½      |        | F      |        |        |
| 100 m nado livre     |        |        |        |        |        |        | H      | ½      |        | F      |        |        |        |        |        |        |
| 200 m nado livre     |        |        | H      | ½      |        | F      |        |        |        |        |        |        |        |        |        |        |
| 400 m nado livre     | H      | F      |        |        |        |        |        |        |        |        |        |        |        |        |        |        |
| 800 m nado livre     |        |        |        |        | H      |        |        | F      |        |        |        |        |        |        |        |        |
| 1500 m nado livre    |        |        |        |        |        |        |        |        |        |        |        |        | H      |        |        | F      |
| 50 m nado costas     |        |        |        |        |        |        |        |        |        |        |        |        | H      | ½      |        | F      |
| 100 m nado costas    |        |        | H      | ½      |        | F      |        |        |        |        |        |        |        |        |        |        |
| 200 m nado costas    |        |        |        |        |        |        |        |        | H      | ½      |        | F      |        |        |        |        |
| 50 m nado peito      |        |        |        |        | H      | ½      |        | F      |        |        |        |        |        |        |        |        |
| 100 m nado peito     | H      | ½      |        | F      |        |        |        |        |        |        |        |        |        |        |        |        |
| 200 m nado peito     |        |        |        |        |        |        |        |        | H      | ½      |        | F      |        |        |        |        |
| 50 m nado borboleta  | H      | ½      |        | F      |        |        |        |        |        |        |        |        |        |        |        |        |
| 100 m nado borboleta |        |        |        |        |        |        |        |        |        |        | H      | ½      |        | F      |        |        |
| 200 m nado borboleta |        |        |        |        | H      | ½      |        | F      |        |        |        |        |        |        |        |        |
| 200 m nado medley    |        |        |        |        |        |        | H      | ½      |        | F      |        |        |        |        |        |        |
| 400 m nado medley    | H      | F      |        |        |        |        |        |        |        |        |        |        |        |        |        |        |
| 4×100 m nado livre   | H      | F      |        |        |        |        |        |        |        |        |        |        |        |        |        |        |
| 4×200 m nado livre   |        |        |        |        |        |        |        |        |        |        | H      | F      |        |        |        |        |
| 4×100 m nado medley  |        |        |        |        |        |        |        |        |        |        |        |        |        |        | H      | F      |

| Data →               | Dom 23 | Dom 23 | Seg 24 | Seg 24 | Ter 25 | Ter 25 | Qua 26 | Qua 26 | Qui 27 | Qui 27 | Sex 28 | Sex 28 | Sáb 29 | Sáb 29 | Dom 30 | Dom 30 |
| Evento ↓             | M      | N      | M      | N      | M      | N      | M      | N      | M      | N      | M      | N      | M      | N      | M      | N      |
| -------------------- | ------ | ------ | ------ | ------ | ------ | ------ | ------ | ------ | ------ | ------ | ------ | ------ | ------ | ------ | ------ | ------ |
| 50 m nado livre      |        |        |        |        |        |        |        |        |        |        |        |        | H      | ½      |        | F      |
| 100 m nado livre     |        |        |        |        |        |        |        |        | H      | ½      |        | F      |        |        |        |        |
| 200 m nado livre     |        |        |        |        | H      | ½      |        | F      |        |        |        |        |        |        |        |        |
| 400 m nado livre     | H      | F      |        |        |        |        |        |        |        |        |        |        |        |        |        |        |
| 800 m nado livre     |        |        |        |        |        |        |        |        |        |        | H      |        |        | F      |        |        |
| 1500 m nado livre    |        |        | H      |        |        | F      |        |        |        |        |        |        |        |        |        |        |
| 50 m nado costas     |        |        |        |        |        |        | H      | ½      |        | F      |        |        |        |        |        |        |
| 100 m nado costas    |        |        | H      | ½      |        | F      |        |        |        |        |        |        |        |        |        |        |
| 200 m nado costas    |        |        |        |        |        |        |        |        |        |        | H      | ½      |        | F      |        |        |
| 50 m nado peito      |        |        |        |        |        |        |        |        |        |        |        |        | H      | ½      |        | F      |
| 100 m nado peito     |        |        | H      | ½      |        | F      |        |        |        |        |        |        |        |        |        |        |
| 200 m nado peito     |        |        |        |        |        |        |        |        | H      | ½      |        | F      |        |        |        |        |
| 50 m nado borboleta  |        |        |        |        |        |        |        |        |        |        | H      | ½      |        | F      |        |        |
| 100 m nado borboleta | H      | ½      |        | F      |        |        |        |        |        |        |        |        |        |        |        |        |
| 200 m nado borboleta |        |        |        |        |        |        | H      | ½      |        | F      |        |        |        |        |        |        |
| 200 m nado medley    | H      | ½      |        | F      |        |        |        |        |        |        |        |        |        |        |        |        |
| 400 m nado medley    |        |        |        |        |        |        |        |        |        |        |        |        |        |        | H      | F      |
| 4×100 m nado livre   | H      | F      |        |        |        |        |        |        |        |        |        |        |        |        |        |        |
| 4×200 m nado livre   |        |        |        |        |        |        |        |        | H      | F      |        |        |        |        |        |        |
| 4×100 m nado medley  |        |        |        |        |        |        |        |        |        |        |        |        |        |        | H      | F      |

| Data →              | Dom 23 | Dom 23 | Seg 24 | Seg 24 | Ter 25 | Ter 25 | Qua 26 | Qua 26 | Qui 27 | Qui 27 | Sex 28 | Sex 28 | Sáb 29 | Sáb 29 | Dom 30 | Dom 30 |
| Evento ↓            | M      | N      | M      | N      | M      | N      | M      | N      | M      | N      | M      | N      | M      | N      | M      | N      |
| ------------------- | ------ | ------ | ------ | ------ | ------ | ------ | ------ | ------ | ------ | ------ | ------ | ------ | ------ | ------ | ------ | ------ |
| 4×100 m nado livre  |        |        |        |        |        |        |        |        |        |        |        |        | H      | F      |        |        |
| 4×100 m nado medley |        |        |        |        |        |        | H      | F      |        |        |        |        |        |        |        |        |

## Nações participantes
Ao todo, 188 CONs tiveram atletas qualificados em pelo menos um evento, entre parênteses encontra-se representada a quantidade de atletas qualificados. Além destes, dois participaram inscritos como atletas refugiados e dez eram membros de federações suspensas pela Federação Internacional de Natação.
- Afeganistão (1)
- Anguila (1)
- Albânia (4)
- Argélia (3)
- Andorra (2)
- Antilhas Holandesas (4)
- Argentina (4)
- Armênia (4)
- Aruba (4)
- Samoa Americana (1)
- Austrália (30)
- Áustria (11)
- Bahamas (4)
- Bangladesh (2)
- Barbados (4)
- Burundi (4)
- Bélgica (12)
- Benim (2)
- Bermudas (4)
- Butão (2)
- Bósnia e Herzegovina (4)
- Bolívia (4)
- Brasil (26)
- Brunei (4)
- Brunei (3)
- Bulgária (3)
- Burquina Fasso (2)
- República Centro-Africana (1)
- Camboja (2)
- Canadá (30)
- Ilhas Caimã (3)
- República do Congo (2)
- Chile (4)
- China (41)
- Costa do Marfim (1)
- Camarões (3)
- Ilhas Cook (2)
- Colômbia (6)
- Comores (2)
- Cabo Verde (4)
- Costa Rica (2)
- Croácia (3)
- Cuba (4)
- Curaçau (2)
- Chipre (4)
- Chéquia (5)
- Dinamarca (5)
- Djibuti (2)
- Dominica (1)
- República Dominicana (4)
- Equador (2)
- Egito (10
- El Salvador (2)
- Espanha (22)
- Estónia (5)
- Etiópia (2)
- Fiji (3)
- Finlândia (5)
- França (32)
- Ilhas Feroé (2)
- Estados Federados da Micronésia (4)
- Gabão (2)
- Gâmbia (3)
- Reino Unido (29)
- Guiné-Bissau (1)
- Geórgia (2)
- Alemanha (19)
- Gana (3)
- Grécia (15)
- Granada (2)
- Guatemala (2)
- Guiné (4)
- Guam (4)
- Guiana (3)
- Haiti (2)
- Hong Kong (9)
- Honduras (4)
- Hungria (26)
- Indonésia (5)
- Índia (4)
- Irão (2)
- Irlanda (12)
- Iraque (2)
- Islândia (2)
- Israel (14)
- Ilhas Virgens Americanas (3)
- Itália (32)
- Jamaica (1)
- Jordânia (4)
- Japão (39)
- Cazaquistão (4)
- Quirguistão (2)
- Coreia do Sul (21)
- Kosovo (2)
- Arábia Saudita (2)
- Kuwait (6)
- Laos (3)
- Letônia (4)
- Líbia (2)
- Líbano (4)
- Santa Lúcia (2)
- Lesoto (1)
- Lituânia (7)
- Luxemburgo (4)
- Sint Maarten (2)
- Macau (4)
- Madagáscar (2)
- Marrocos (2)
- Malásia (5)
- Malawi (4)
- Moldávia (3)
- Maldivas (4)
- México (11)
- Mongólia (4)
- Ilhas Marshall (2)
- Macedônia do Norte (4)
- Mali (1)
- Malta (4)
- Montenegro (1)
- Mónaco (1)
- Moçambique (3)
- Ilhas Maurícias (3)
- Namíbia (2)
- Nicarágua (2)
- Países Baixos (17)
- Nepal (4)
- Nigéria (4)
- Níger (2)
- Ilhas Marianas do Norte (4)
- Noruega (4)
- Nova Zelândia (15)
- Omã (2)
- Paquistão (4)
- Panamá (4)
- Paraguai (4)
- Peru (5)
- Palestina (4)
- Palau (4)
- Papua-Nova Guiné (4)
- Polónia (12)
- Portugal (8)
- Porto Rico (3)
- Catar (4)
- Roménia (2)
- África do Sul (11)
- Ruanda (2)
- Samoa (4)
- Senegal (3)
- Seicheles (2)
- Singapura (11)
- São Cristóvão e Neves (1)
- Serra Leoa (4)
- Eslovênia (5)
- San Marino (2)
- Ilhas Salomão (2)
- Sérvia (3)
- Sri Lanka (3)
- Sudão (4)
- Suíça  (8)
- Suriname (2)
- Eslováquia (7)
- Suécia (15)
- Essuatíni (4)
- Síria (2)
- Tanzânia (4)
- Turks e Caicos (2)
- Tonga (4)
- Tailândia (8)
- Tajiquistão (2)
- Turquemenistão (4)
- Timor-Leste (2)
- Togo (2)
- Taipé Chinesa (8)
- Trinidad e Tobago (2)
- Tunísia (1)
- Turquia (8)
- Emirados Árabes Unidos (2)
- Uganda (4)
- Ucrânia (5)
- Uruguai (4)
- Estados Unidos (48)
- Vanuatu (2)
- Venezuela (7)
- Vietname (10)
- São Vicente e Granadinas (4)
- Iêmen (2)
- Zâmbia (3)
- Zimbabwe (4)

## Medalhistas

### Masculino
a  Nadadores que participaram das eliminatórias e só receberam medalhas.

### Feminino
| Evento                   | Ouro | Ouro       | Prata | Prata    | Bronze | Bronze     |
| ------------------------ | --- | ---------- | --- | -------- | --- | ---------- |
| 50 m livre detalhes      | Sarah Sjöström · Suécia | 23.62      | Shayna Jack · Austrália | 24.10    | Zhang Yufei · China | 24.15      |
| 100 m livre detalhes     | Mollie O'Callaghan · Austrália | 52.16      | Siobhán Haughey · Hong Kong | 52.49    | Marrit Steenbergen · Países Baixos | 52.71      |
| 200 m livre detalhes     | Mollie O'Callaghan · Austrália | 1:52.85    | Ariarne Titmus · Austrália | 1:53.01  | Summer McIntosh · Canadá | 1:53.65 WJ |
| 400 m livre detalhes     | Ariarne Titmus · Austrália | 3:55.38    | Katie Ledecky · Estados Unidos | 3:58.73  | Erika Fairweather · Nova Zelândia | 3:59.59    |
| 800 m livre detalhes     | Katie Ledecky · Estados Unidos | 8:08.87    | Li Bingjie · China | 8:13.31  | Ariarne Titmus · Austrália | 8:13.59 =  |
| 1500 m livre detalhes    | Katie Ledecky · Estados Unidos | 15:26.27   | Simona Quadarella · Itália | 15:43.31 | Li Bingjie · China | 15:45.71   |
| 50 m costas detalhes     | Kaylee McKeown · Austrália | 27.08      | Regan Smith · Estados Unidos | 27.11    | Lauren Cox · Reino Unido | 27.20      |
| 100 m costas detalhes    | Kaylee McKeown · Austrália | 57.53      | Regan Smith · Estados Unidos | 57.78    | Katharine Berkoff · Estados Unidos | 58.25      |
| 200 m costas detalhes    | Kaylee McKeown · Austrália | 2:03.85    | Regan Smith · Estados Unidos | 2:04.94  | Peng Xuwei · China | 2:06.74    |
| 50 m peito detalhes      | Rūta Meilutytė · Lituânia | 29.16      | Lilly King · Estados Unidos | 29.94    | Benedetta Pilato · Itália | 30.04      |
| 100 m peito detalhes     | Rūta Meilutytė · Lituânia | 1:04.62    | Tatjana Schoenmaker · África do Sul | 1:05.84  | Lydia Jacoby · Estados Unidos | 1:05.94    |
| 200 m peito detalhes     | Tatjana Schoenmaker · África do Sul | 2:20.80    | Kate Douglass · Estados Unidos | 2:21.23  | Tes Schouten · Países Baixos | 2:21.63    |
| 50 m borboleta detalhes  | Sarah Sjöström · Suécia | 24.77      | Zhang Yufei · China | 25.05    | Gretchen Walsh · Estados Unidos | 25.46      |
| 100 m borboleta detalhes | Zhang Yufei · China | 56.12      | Maggie Mac Neil · Canadá | 56.45    | Torri Huske · Estados Unidos | 56.61      |
| 200 m borboleta detalhes | Summer McIntosh · Canadá | 2:04.06 WJ | Elizabeth Dekkers · Austrália | 2:05.46  | Regan Smith · Estados Unidos | 2:06.78    |
| 200 m medley detalhes    | Kate Douglass · Estados Unidos | 2:07.17    | Alexandra Walsh · Estados Unidos | 2:07.97  | Yu Yiting · China | 2:08.74    |
| 400 m medley detalhes    | Summer McIntosh · Canadá | 4:27.11    | Katie Grimes · Estados Unidos | 4:31.41  | Jenna Forrester · Austrália | 4:32.30    |
| 4x100 m livre detalhes   | Austrália · Mollie O'Callaghan (52.08) · Shayna Jack (51.69) · Meg Harris (52.29) · Emma McKeon (51.90) · Brianna Throssell[b] · Madison Wilson[b]                                         | 3:27.96    | Estados Unidos · Gretchen Walsh (54.06) · Abbey Weitzeil (52.71) · Olivia Smoliga (52.88) · Kate Douglass (52.28) · Torri Huske[b] · Maxine Parker[b]                     | 3:31.93  | China · Cheng Yujie (53.39) · Yang Junxuan (53.53) · Wu Qingfeng (52.64) · Zhang Yufei (52.84) · Ai Yanhan[b] · Zhu Menghui[b]                     | 3:32.40    |
| 4x200 m livre detalhes   | Austrália · Mollie O'Callaghan (1:53.66) · Shayna Jack (1:55.63) · Brianna Throssell (1:55.80) · Ariarne Titmus (1:52.41) · Madison Wilson[b] · Lani Pallister[b] · Kiah Melverton[b]      | 7:37.50    | Estados Unidos · Erin Gemmell (1:55.97) · Katie Ledecky (1:54.39) · Bella Sims (1:54.64) · Alex Shackell (1:56.38) · Leah Smith[b] · Anna Peplowski[b]                    | 7:41.38  | China · Li Bingjie (1:55.83) · Li Jiaping (1:58.54) · Ai Yanhan (1:55.57) · Liu Yaxin (1:55.46) · Yang Peiqi[b] · Ge Chutong[b]                    | 7:44.40    |
| 4x100 m medley detalhes  | Estados Unidos · Regan Smith (57.68) · Lilly King (1:04.93) · Gretchen Walsh (57.06) · Kate Douglass (52.41) · Katharine Berkoff[b] · Lydia Jacoby[b] · Torri Huske[b] · Abbey Weitzeil[b] | 3:52.08    | Austrália · Kaylee McKeown (57.91) · Abbey Harkin (1:07.07) · Emma McKeon (56.44) · Mollie O'Callaghan (51.95) · Madison Wilson[b] · Brianna Throssell[b] · Meg Harris[b] | 3:53.37  | Canadá · Kylie Masse (58.74) · Sophie Angus (1:06.21) · Maggie Mac Neil (55.69) · Summer McIntosh (53.48) · Ingrid Wilm[b] · Mary-Sophie Harvey[b] | 3:54.12    |

b  Nadadoras que participaram das eliminatórias e só receberam medalhas.

### Misto
c  Nadadores que participaram das eliminatórias e só receberam medalhas.
Legenda
| Recorde mundial       | Recorde mundial (World record)               |                       | Recorde africano                      | Recorde africano (African) |                                           | Q | Classificado por posição (Qualified) |
| Recorde do campeonato | Recorde do campeonato (Championship record)  | Recorde da América    | Recorde da América (Americas)         | q                          | Classificado por melhor tempo (Qualified) |   |                                      |
| Melhor marca do ano   | Melhor marca do ano (World leading)          | Recorde asiático      | Recorde asiático (Asian)              | DNS                        | Não largou (Did not start)                |   |                                      |
| Recorde nacional      | Recorde nacional (National record)           | Recorde europeu       | Recorde europeu (European)            | DNF                        | Não terminou (Did not finish)             |   |                                      |
| Recorde pessoal       | Recorde pessoal do atleta (Personal best)    | Recorde da Oceania    | Recorde da Oceania (Oceania)          | DSQ / DQ                   | Desclassificado (Disqualified)            |   |                                      |
| Recorde da temporada  | Recorde da temporada do atleta (Season best) | Recorde sul-americano | Recorde sul-americano (South America) | NM                         | Sem marca (No mark)                       |   |                                      |

## Quadro de medalhas
| Ordem | País           | Ouro | Prata | Bronze |     |
| 1     | Austrália      | 13   | 7     | 5      | 25  |
| 2     | Estados Unidos | 7    | 20    | 11     | 38  |
| 3     | China          | 5    | 3     | 8      | 16  |
| 4     | França         | 4    |       | 2      | 6   |
| 5     | Grã-Bretanha   | 2    | 2     | 4      | 8   |
| 6     | Canadá         | 2    | 2     | 2      | 6   |
| 7     | Tunísia        | 2    | 1     |        | 3   |
| 8     | Lituânia       | 2    |       |        | 2   |
|       | Suécia         | 2    |       |        | 2   |
| 10    | Itália         | 1    | 4     | 1      | 6   |
| 11    | África do Sul  | 1    | 1     |        | 2   |
| 12    | Hungria        | 1    |       |        | 1   |
| 13    | Países Baixos  |      | 1     | 2      | 3   |
| 14    | Hong Kong      |      | 1     |        | 1   |
|       | Polónia        |      | 1     |        | 1   |
|       | Portugal       |      | 1     |        | 1   |
| 13    | Japão          |      |       | 2      | 2   |
| 14    | Alemanha       |      |       | 1      | 1   |
|       | Nova Zelândia  |      |       | 1      | 1   |
|       | Coreia do Sul  |      |       | 1      | 1   |
|       | Suíça          |      |       | 1      | 1   |
| Total | Total          | 42   | 44    | 41     | 127 |

## Recordes
Os seguintes recordes mundiais e do campeonato foram estabelecidos durante essa competição.

### Mundiais
| Data        | Rodada      | Evento                 | Tempo   | Atleta                                                                                                  | CON       |
| ----------- | ----------- | ---------------------- | ------- | --- | --------- |
| 23 de julho | Final       | 400 m livre feminino   | 3:55.38 | Ariarne Titmus                                                                                          | Austrália |
| 23 de julho | Final       | 400 m medley masculino | 4:02.50 | Léon Marchand                                                                                           | França    |
| 23 de julho | Final       | 4x100 m livre feminino | 3:27.96 | Mollie O'Callaghan (52.08) Shayna Jack (51.69) Meg Harris (52.29) Emma McKeon (51.90)                   | Austrália |
| 26 de julho | Final       | 200 m livre feminino   | 1:52.85 | Mollie O'Callaghan                                                                                      | Austrália |
| 27 de julho | Final       | 4x200 m livre feminino | 7:37.50 | Mollie O'Callaghan (1:53.66) Shayna Jack (1:55.63) Brianna Throssell (1:55.80) Ariarne Titmus (1:52.42) | Austrália |
| 28 de julho | Final       | 200 m peito masculino  | 2:05.48 | Qin Haiyang                                                                                             | China     |
| 29 de julho | Semifinal 2 | 50 m livre feminino    | 23.61   | Sarah Sjöström                                                                                          | Suécia    |
| 29 de julho | Semifinal 2 | 50 m peito feminino    | =29.30  | Rūta Meilutytė                                                                                          | Lituânia  |
| 29 de julho | Final       | 4x100 m livre misto    | 3:18.83 | Jack Cartwright (48.14) Kyle Chalmers (47.25) Shayna Jack (51.73) Mollie O'Callaghan (51.71)            | Austrália |
| 30 de julho | Final       | 50 m costa feminino    | 29.16   | Rūta Meilutytė                                                                                          | Lituânia  |

### Campeonato
| Data        | Rodada | Evento                  | Tempo    | Atleta                                                                    | CON            |
| ----------- | ------ | ----------------------- | -------- | ------------------------------------------------------------------------- | -------------- |
| 25 de julho | Final  | 100 m costa feminino    | 57.53    | Kaylee McKeown                                                            | Austrália      |
| 30 de julho | Final  | 1500 m livre feminino   | 14:31.54 | Ahmed Hafnaoui                                                            | Tunísia        |
| 30 de julho | Final  | 400 m medley feminino   | 4:27.11  | Summer McIntosh                                                           | Canadá         |
| 30 de julho | Final  | 4x100 m livre masculino | 3:27.20  | Ryan Murphy (52.04) Nic Fink (58.03) Dare Rose (50.13) Jack Alexy (47.00) | Estados Unidos |